# مسرح هادسون
مسرح هادسون هو مسرح برودواي يقع في 139-141 شارع ويست 44 بين ميدان التايمز والشارع السادس، مدينة نيويورك. اُفتُتِح في عام 1903، وأصبح مسرحاً رائداً قبل أن يغدو في السنوات اللاحقة استوديو تلفزيونة وشبكة إذاعية، وملهى ليلي، ومسرح للأفلام، ومساحة لفعاليات الشركات.
أُعيد فتح مسرح هادسون كمسرح في برودواي في 11 فبراير 2017. وقعت مجموعة مسرح السفير (ATG) ومقرها المملكة المتحدة عقد إيجار طويل الأجل للمسرح في عام 2015 واستثمرت في عملية تجديد كامل للمكان، وخصصته للاستخدام كمسرح برودواي. تعود ملكية المسرح إلى فنادق ميلينيوم آند كوبثورن.
في عام 2016، تم إدراج مسرح هادسون في السجل الوطني للأماكن التاريخية.

## وصلات خارجية
- Official website
- قالب:IBDB venue
- Hudson Theatre (New York, N. Y.), Museum of the City of New York website (pictures; click on magnifying glass icon for zoom feature)
- "The Hudson Theater – New York, NY". Scotty Moore website. Retrieved June 22, 2014.